# Proseč (Pardubice)
Proseč è una città della Repubblica Ceca facente parte del distretto di Chrudim, nella regione di Pardubice.